# Arachnothryx costanensis
Arachnothryx costanensis är en måreväxtart som beskrevs av Julian Alfred Steyermark. Arachnothryx costanensis ingår i släktet Arachnothryx och familjen måreväxter. Inga underarter finns listade i Catalogue of Life.